# Saint-Julien-de-Peyrolas
Saint-Julien-de-Peyrolas – miejscowość i gmina we Francji, w regionie Oksytania, w departamencie Gard.
Według danych na rok 1990 gminę zamieszkiwało 1088 osób, a gęstość zaludnienia wynosiła 87 osób/km² (wśród 1545 gmin Langwedocji-Roussillon Saint-Julien-de-Peyrolas plasuje się na 315. miejscu pod względem liczby ludności, natomiast pod względem powierzchni na miejscu 630.).